# Thomasville (Missouri)
Thomasville – jednostka osadnicza w Stanach Zjednoczonych, w stanie Missouri, w hrabstwie Oregon.